# Goldenes Militär-Verdienst-Kreuz

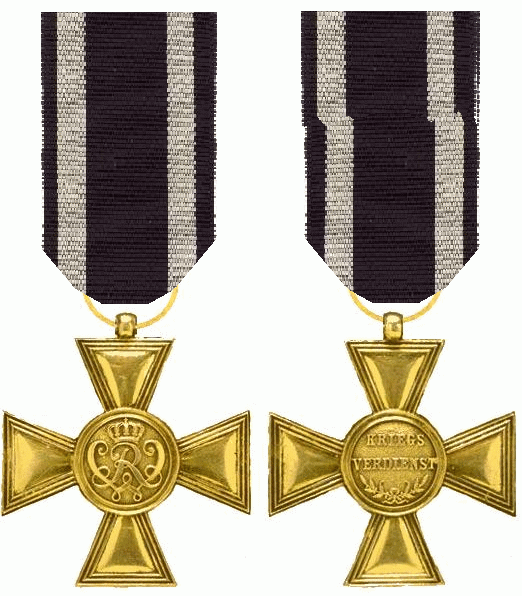
Goldenes Militär-Verdienst-Kreuz.

Das Goldene Militär-Verdienst-Kreuz war die höchste militärische Auszeichnung für Mannschaften und Unteroffiziere, die das Königreich Preußen zu vergeben hatte. Sie wird auch Pour le Mérite des Unteroffiziers genannt. Die Stiftung erfolgte am 27. Februar 1864 durch König Wilhelm I. von Preußen. Ihren Ursprung hatte sie in dem von König Friedrich Wilhelm II. 1793 gestifteten Militär-Ehrenzeichen.

## Stiftungstext
Erlass König Wilhelms I. vom 27. Februar 1864 gegenüber der General-Ordens-Kommission:
„Ich will von jetzt an für Verdienste vor dem Feinde, welche sich Militairpersonen vom Feldwebel (inclusive) abwärts erwerben, folgende Auszeichnungen verleihen:
1. ein Militair-Ehrenzeichen zweiter Klasse, welches dem bisherigen Militair-Ehrenzeichen zweiter Klasse entspricht;
2. ein Militair-Ehrenzeichen erster Klasse, welches dem bisherigen Militair-Ehrenzeichen erster Klasse, jedoch mit dem Unterschiede, entspricht, daß Ich Mir vorbehalte, dasselbe zu verleihen ohne daß vorher die zweite Klasse erworben zu sein braucht, und
3. ein Militair-Verdienst-Kreuz, welches für erhöhte nochmalige und besonders tapfere Thaten bestimmt ist.“

## Dekoration
Das Kleinod hat eine Breite von 38 mm und eine Höhe von 46 mm. Am oberen Kreuzarm ist eine kuglige Öse mit Bandring angebracht. Auf der Vorderseite befindet sich ein Mittelschild mit schmalem Rand und der zweizeiligen Inschrift KRIEGS VERDIENST. Am unteren Rand sind zwei gebundene Lorbeerzweige. Der Mittelschild auf der Rückseite enthält die verschnörkelten Initialen 
W R (Wilhelmus Rex)
. Darüber befindet sich eine preußische Königskrone. Das Band ist schwarz mit zwei weißen Randstreifen. Es ist dasselbe wie beim Militär-Ehrenzeichen. Mit 35 mm ist es etwas breiter als das ähnlich aussehende Band des Eisernen Kreuzes II. Klasse. Das Aussehen entspricht dem silbernen Militär-Ehrenzeichen 1. Klasse, welches seinerseits an den Roten Adlerorden IV. Klasse angelehnt ist.

## Herstellung
Das Kreuz wurde ursprünglich aus Gold hohl verbödet hergestellt (Gewicht 20–24 g). Von diesen wurden insgesamt 54 Stück gefertigt. Aufgrund der Knappheit an Edelmetallen durfte ab November 1916 nur noch vergoldetes Silber anstelle von Gold für die Herstellung von Auszeichnungen verwendet werden. Die vorrätigen Stücke kamen aber noch zur Verleihung. Von den im Ersten Weltkrieg verliehenen Exemplaren waren deshalb nur die ersten 16 aus Gold. Die silbernen Stücke wurden massiv geprägt und anschließend feuervergoldet (Gewicht etwa 17 g). Hersteller war der Hofjuwelier Johann Wagner & Sohn in Berlin. Die silbernen Kreuze tragen am Rand die Herstellermarke „W“ und die Feingehaltspunze „938“. Aufgrund von Stempelfehlern an den Buchstaben „N“ und „T“ des Schriftzugs KRIEGS VERDIENST können sie heute leicht von späteren Fertigungen unterschieden werden.

## Trageweise
Getragen wurde die Auszeichnung an einem schwarzen Band mit weißen Seitenstreifen am Knopfloch oder auf der linken Brustseite.

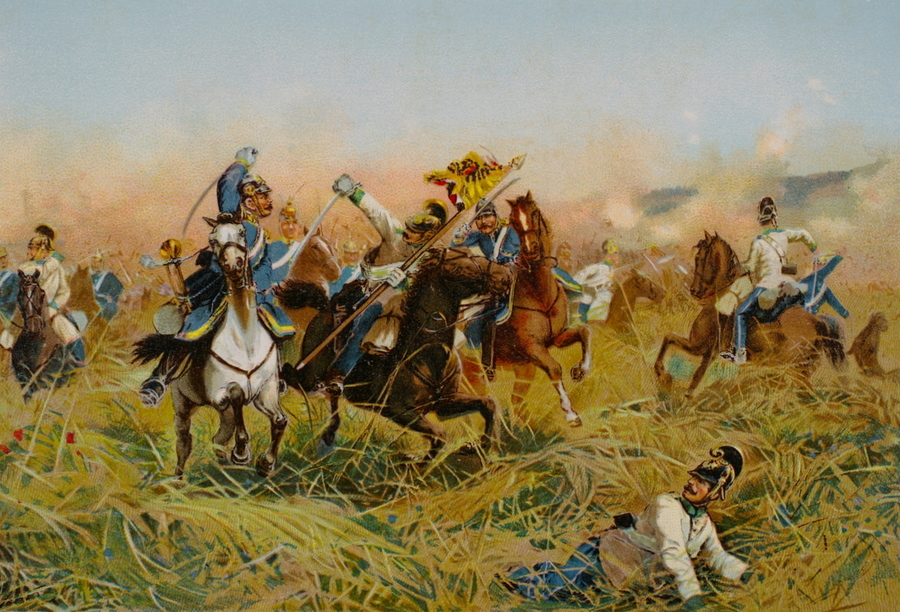
Das 8. Dragoner-Regiment bei Nachod am 27. Juni 1866, Aquarell von Richard Knötel. Die Szene zeigt den Trompeter Adolph Duchale bei der Erbeutung der Fahne des österreichischen 5. Chevauxlegers-Regiments. Für diese Tat wurde ihm das Goldene Militär-Verdienst-Kreuz verliehen.

## Verleihungen

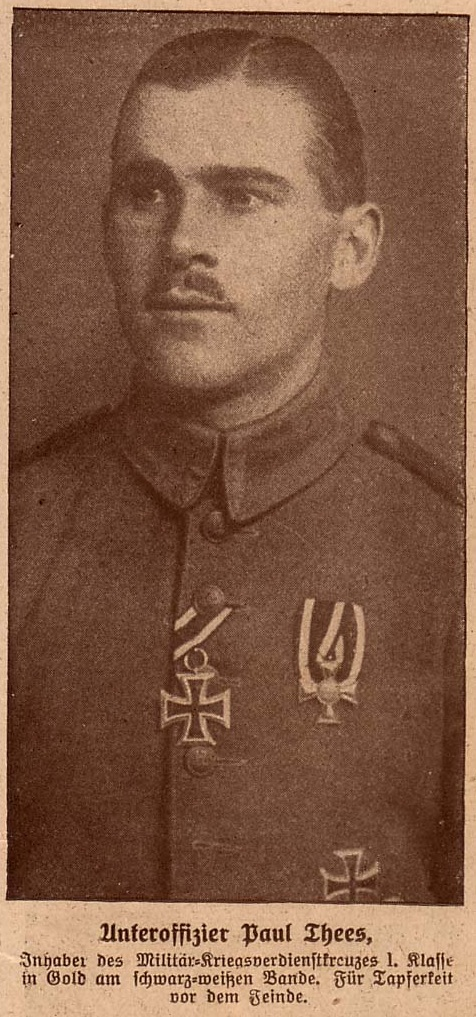
Paul Thees mit dem am 15. Mai 1918 verliehenen Militär-Verdienstkreuz, Unteroffizier beim 1. Posenschen Feldartillerie-Regiment Nr. 20.

Die ersten Verleihungen erfolgten 1866 an 16 Unteroffiziere und Mannschaften, die sich während des Krieges gegen Österreich bei Königgrätz, Nachod, Schweinschädel, Königinhof, Aschaffenburg und Kissingen ausgezeichnet hatten. Weitere Verleihungen erfolgten 1878/79 an 17 Angehörige der russischen Garde für Verdienste im russisch-türkischen Krieg. Zwischen 1895 und 1906 wurden vier Verleihungen an Angehörige der deutschen Schutztruppe in Kamerun und Ostafrika vorgenommen. 1900 folgte eine an einen Angehörigen des Seebataillons, der an der Niederschlagung des Boxeraufstands beteiligt war. Für Verdienste im selben Konflikt wurde die Auszeichnung von Wilhelm II. auch vier russischen Unteroffizieren zugesprochen, es kam aber zu keinen Verleihungen. Für den Krieg gegen Frankreich wurde 1870 das Eiserne Kreuz neu gestiftet, so dass das Militär-Verdienstkreuz in diesem Krieg nicht verliehen wurde. Im Ersten Weltkrieg verhielt es sich zunächst ähnlich. Da mit der Zeit aber immer mehr Soldaten beide Klassen des Eisernen Kreuzes erworben hatten, wuchs die Notwendigkeit für eine höhere Auszeichnung. Das Ritterkreuz des Königlichen Hausorden von Hohenzollern und der Orden Pour le Mérite waren ausschließlich Offizieren vorbehalten, so dass auf das Goldene Militär-Verdienstkreuz zurückgegriffen wurde. Der Pour le Mérite und das Goldene Militär-Verdienst-Kreuz waren an Wertigkeit einander gleichgestellt, was durch gleichzeitige Verleihungen an Flugzeugbesatzungen zum Ausdruck kam. Ein Beispiel ist die Verleihung des Goldenen Militär-Verdienst-Kreuzes an den Infanteriefliegerpiloten Willi Johnke und den Pour le Mérite an seinen Beobachter Leutnant Hans-Georg Horn.
Neben dem Goldenen Militär-Verdienst-Kreuz gab es in Preußen als Tapferkeitsauszeichnung für Unteroffiziere und Mannschaften das Kreuz der Inhaber des Königlichen Hausordens von Hohenzollern mit Schwertern. Dieses wurde im Ersten Weltkrieg nur 18 Mal verliehen, darunter an zwei Inhaber des Goldenen Militär-Verdienst-Kreuzes, Karl Thom und Franz-Josef Ophaus. In seiner Wertigkeit stand es etwas unterhalb des Goldenen Militär-Verdienst-Kreuzes, vergleichbar dem Ritterkreuz des Hohenzollern'schen Hausordens und dem Pour le Mérite bei Offizieren. Seine Inhaber erhielten ebenfalls einen Ehrensold.
Ausgezeichnet mit dem Goldenen Militär-Verdienst-Kreuz wurden ausschließlich Angehörige preußischer Truppenteile sowie der Marine und der Luftstreitkräfte (siehe Liste der Inhaber des Goldenen Militär-Verdienst-Kreuzes). Für Angehörige der Heere der Königreiche Bayern, Sachsen, Württemberg und des Großherzogtums Baden gab es eigene Tapferkeitsauszeichnungen, namentlich die bayrische Militär-Verdienstmedaille, die sächsische Goldene Militär-St.-Heinrichs-Medaille, die württembergische Goldene Militär-Verdienstmedaille und die badische Karl Friedrich-Militär-Verdienstmedaille. Eine Ausnahme bildeten Verleihungen an russische Soldaten in der Zeit vor dem Ersten Weltkrieg.
Im Ersten Weltkrieg wurde das Goldene Militär-Verdienst-Kreuz 1770 Mal verliehen. Die erste Verleihung des Krieges erfolgte am 15. Oktober 1916 an Georg Dülz, Vizefeldwebel beim 6. Rheinischen Infanterie-Regiment Nr. 68. Weitere 54 Verleihungen folgten im Jahr 1917, der Rest 1918. Die letzte Verleihung war am 3. November 1918 an Karl Beck, Vizefeldwebel im Reserve-Infanterie-Regiment Nr. 83.
Das Goldene Militär-Verdienst-Kreuz war eine der seltensten Auszeichnungen der preußischen Armee. Bei etwa 8 Millionen in Frage kommenden Unteroffizieren und Mannschaften während der Verleihungszeit im Ersten Weltkrieg (Angehörige preußischer und badischer Truppenteile, sowie der Marine und Luftstreitkräfte, abzüglich der bis Ende 1916 Gefallenen und Invaliden) lag die Verleihungsquote bei etwa 1:4520.
Unter den Ausgezeichneten im Ersten Weltkrieg waren:
- 1356 Infanteristen
- 31 Jäger
- 164 Artilleristen
- 21 Minenwerfer
- 90 Pioniere
- 69 Angehörige der Luftstreitkräfte und Marineflieger
- 27 Marineangehörige, darunter 12 U-Bootleute, 3 Marineflieger und 11 Angehörige der Marinekorpstruppen
- 1 Feldluftschiffer
- 5 Kavalleristen
- 4 Angehörige der Nachrichtentruppe

Die meisten Verleihungen gingen an Angehörige des 4. Garde-Regiment zu Fuß (18 Mal), gefolgt vom 1. Garde-Regiment zu Fuß (17 Mal) und 2. Garde-Regiment zu Fuß (16 Mal). Die meisten Verleihungen an einem Tag mit 9 Stück erfolgten am 23. April 1918 an Angehörige des Grenadier-Regiment 5 für Verdienste beim Übergang über den Crozat-Kanal zwischen St. Quentin und Tergnier und anschließende Verfolgungskämpfe an der Avre und bei Montdidier-Noyon (s. Trägerverzeichnis).
Das Goldene Militär-Verdienst-Kreuz sollte unabhängig von Herkunft, Nationalität und Religion verliehen werden. Mit Wilhelm David ist mindestens ein Inhaber jüdischer Abstammung bekannt. Auffällig ist aber, dass die beiden bekannten jüdischen Fliegerasse im Unteroffiziersrang, Edmund Nathanael (Jasta 5, 15 Abschüsse) und Fritz Beckhardt (Jasta 26, 17 Abschüsse), nicht mit dem Goldenen Militär-Verdienst-Kreuz ausgezeichnet wurden, wie bei ähnlich erfolgreichen nichtjüdischen Staffelkameraden geschehen. Stattdessen erhielten sie „nur“ das zwar seltene, jedoch nicht ebenbürtige Kreuz der Inhaber des Königlichen Hausordens von Hohenzollern mit Schwertern.
Etwa 400 Inhaber des Goldenen Militär-Verdienst-Kreuzes starben noch während des Ersten Weltkriegs, darunter 21 Flieger. Der letzte Inhaber, der Offiziersstellvertreter Karl Heinzmann, verstarb am 24. April 1990 im Alter von 101 Jahren.
Mit dem Goldenen Militär-Verdienst-Kreuz ausgezeichnete Unteroffiziere konnten, sofern sie zum Offizier aufstiegen, bei erneuten Tapferkeitstaten zusätzlich den Pour le Mérite erhalten (so der Jagdflieger Paul Bäumer).

## Verleihungskriterien
Die ersten Goldenen Militär-Verdienst-Kreuze wurden 1866 für die Erbeutung feindlicher Regimentsfahnen vergeben. Diese Verleihungen waren unabhängig vom Besitz des Militär-Ehrenzeichens oder einer anderen Auszeichnung. Im Ersten Weltkrieg war die Voraussetzung der Besitz der 2. und 1. Klasse des Eisernen Kreuzes.
Die Auswertung der erhaltenen Tatenberichte verschiedener Inhaber zeigt, dass das Goldene Militär-Verdienst-Kreuz typischerweise für folgende Taten verliehen wurde:
- Eroberung einer feindlichen Regimentsfahne (vor dem Ersten Weltkrieg).
- Führung eines erfolgreichen Angriffs gegen einen überlegenen Feind (meist als Gruppen- oder Zugführer, seltener als Kompanieführer)
- Abwehr von Angriffen einer feindlichen Übermacht.
- erfolgreiche Erkundungen hinter den feindlichen Linien.
- Rettung von Kameraden oder wertvoller Ausrüstung in feindlichem Feuer.
- Ausschaltung feindlicher Tanks oder wichtiger Maschinengewehrstellungen.
- 9–20 Luftsiege als Jagdflieger.
- mindestens 150 Feindflüge als Aufklärer, Artilleriebeobachter, Infanterieflieger oder Bomberpilot.

Bei Verübung von Straftaten konnte die Auszeichnung nachträglich wieder aberkannt werden (StGB §33).
Nach den Bestimmungen wurden hohe Auszeichnungen wie das Goldene Militär-Verdienst-Kreuz nicht postum verliehen und waren nach dem Tod des Beliehenen rückgabepflichtig. Das ist auch der Grund dafür, warum beispielsweise nicht der Artillerie-Unteroffizier Johannes Joachim Theodor Krüger ausgezeichnet wurde, dem der Abschuss von 16 britischen Tanks bei der Schlacht von Cambrai am 20. November 1917 zugeschrieben wurde. Nur zweimal wurde das Goldenen Militär-Verdienst-Kreuz postum verliehen. Der Pilot Heinrich Ernst Schäfer war am 30. Mai 1918 tödlich abgestürzt und bekam am 11. Juni 1918 das Goldene Militär-Verdienst-Kreuz verliehen. Sein Beobachter Wilhelm Paul Schreiber erhielt ebenfalls postum den Orden Pour le Mérite. Die Verleihungsvorschläge waren offenbar ohne Kenntnis des Todes der beiden vorgebracht worden. Mit den Verleihungen sollte möglicherweise auch ein Skandal verhindert werden, weil Schreiber kurz vor seinem Tod fälschlicherweise die Verleihung des Pour le Mérite durch das Große Hauptquartier mitgeteilt worden war.

## Privilegien
Mit der Verleihung waren einige besondere Rechte verbunden:
- bevorzugte Versorgung durch Behörden, z. B. bei Invalidenversorgung oder Förderung im Beamtendienst
- ein monatlicher, steuerfreier Ehrensold in Höhe von drei Talern auf Lebenszeit. Mit der Währungsumstellung 1871 wurde dieser auf 9 Mark angeglichen. Er bestand in der Form bis Oktober 1923. Vom April 1925 bis August 1939 wurde ein Ehrensold von 9 Reichsmark bezahlt. Ab August 1939 wurde er auf 20 Reichsmark erhöht. In der Bundesrepublik Deutschland wurde ab Oktober 1956 (rückwirkend vom August 1957) ein Ehrensold von 25 Deutsche Mark gewährt.[1] Dieser wurde 1986 auf 50 Deutsche Mark erhöht.
- Militärische Ehrenbezeugung durch den Präsentiergriff (beim Betreten einer militärischen Einrichtung)
- Militärische Trauerparade beim Tod des Inhabers
- Per Erlass vom 25. August 1939 Verleihung des Charakters eines Leutnants der Landwehr a. D. an alle noch lebenden Träger, sofern sie nicht bereits einen höheren militärischen Dienstgrad innehatten. Anlass war der 25. Jahrestag der Schlacht von Tannenberg. Mangels breiter Kenntnis wurde die Bestimmung nicht allgemein umgesetzt.

Der Ehrensold bedeutete bis zur Mitte des 20. Jahrhunderts eine spürbare materielle Zuwendung. Anfangs entsprach er in etwa der Höhe des Monatssoldes eines Gefreiten, um 1940 entsprach ihm knapp der Wochenlohn eines dienstgradlosen Zeitsoldaten (Schütze, Pionier etc.). In den späteren Jahren der Bundesrepublik Deutschland kam dem Ehrensold nur noch symbolische Bedeutung zu.

## Rezeption
Die Auszeichnung war zum Zeitpunkt ihrer Verleihung in der deutschen Armee relativ unbekannt und teilweise wussten auch Offiziere nicht, welche Bedeutung sie hatte und wie sie getragen wurde. Eine Erhebung aus den Jahren 1933/34 ergab, dass etwa einem Drittel der noch lebenden Inhaber nicht bekannt war, dass ihnen ein Ehrensold zustand.
Auf Initiative von Hermann-Bernhard Ramcke und Franz-Josef Ophaus wurde am 1. Juli 1934 die Kameradschaft der Inhaber des Goldenen Militär-Verdienst-Kreuzes zur gegenseitigen Unterstützung und als Interessenverein gegründet. Langjähriger Vorsitzender war Bruno Fischer. Nach deren Verbot nach dem Zweiten Weltkrieg wurde am 18. August 1956 der Verein Orden vom Militär-Verdienst-Kreuz e. V. neu gegründet. Dessen Mitglieder wurde nach Ende der Vereinstätigkeiten Mitte der 1970er Jahre in die Ordensgemeinschaft der Ritterkreuzträger des Eisernen Kreuzes aufgenommen.
Die Nationalsozialisten förderten und umwarben die Inhaber des goldenen Militär-Verdienst-Kreuzes, da diese in ihren Augen propagandistische Ideale wie „Heldenmut“ und „einfache Herkunft“ verkörperten. Das zeigte sich in Verbesserungen beim Ehrensold, Publikationen, Ehrenbezeugungen und bevorzugte Beschäftigung im Staatsdienst, v. a. bei Polizei, Zoll, Justiz, Reichsbahn und Post. Es existierten Pläne die Tatenberichte der Inhaber in Form einer Heftreihe zu veröffentlichen, wozu es allerdings nicht kam.